# Mugassari
Mugassari is een bestuurslaag in het regentschap Semarang van de provincie Midden-Java, Indonesië. Mugassari telt 7952 inwoners (volkstelling 2010).